# ミハイル・ケルジャコフ
ミハイル・アナトリエヴィチ・ケルジャコフ（ロシア語: Михаи́л Анато́льевич Кержако́в、1987年1月28日- ）は、ロシア・キンギセップ出身のサッカー選手。ポジションはGK。FCゼニト・サンクトペテルブルク所属。兄はロシア代表の一人であるアレクサンドル・ケルジャコフ。

## 来歴
1987年、レニングラード州のキンギセップで生まれた。当初は様々なスポーツをやっていたが、兄、アレクサンドルの影響もありプロサッカー選手を目指すことを決めた。フットボールスクールのゼニトでゴールキーパーになり、2004年、ゼニトとプロ契約をした。
2003年以来、ユースロシア代表に招集され、2007年にはU-21に招集された。
ゼニトでは第一GKのヴィアチェスラフ・マラフェエフ、第二GKのカミル・チョントファルスキーからポジションを奪うことが出来ず、2008年から2009年までの間に下部リーグに所属するクラブにレンタルされた。2010年からはロシア・プレミアリーグに所属をするFCアラニア・ウラジカフカスにレンタルされ、同年4月28日のFCロストフ戦でトップディビジョンでのデビューを飾った。強豪FCスパルタク・モスクワ戦ではホーム・アンド・アウェーの両方で出場し、ウェリトンやイブソンのPKを止めたが、何れも惨敗に終わった。
2010年12月27日、ロシア・プレミアへ昇格を果たしたFCヴォルガ・ニジニ・ノヴゴロドへ移籍をした。

## 所属クラブ
- FCゼニト・サンクトペテルブルク 2004-2010

→  FCスポルトアカデムクラブ・モスクワ 2008 (loan)
→  FCヴォルガ・ウリヤノフスク 2008 (loan)
→  FKヴォルガリ＝ガスプロム-2 2009 (loan)
→  FCアラニア・ウラジカフカス 2010 (loan)
- FCヴォルガ・ニジニ・ノヴゴロド 2011-2013
- FCアンジ・マハチカラ 2013-2015
- FCゼニト・サンクトペテルブルク 2015-

→  FKオレンブルク 2017 (loan)

## 個人成績
| クラブ                         | ディビジョン | シーズン     | リーグ | リーグ | カップ | カップ | 欧州カップ戦 | 欧州カップ戦 | 合計 | 合計 |
| クラブ                         | ディビジョン | シーズン     | 試合   | 得点   | 試合   | 得点   | 試合         | 得点         | 試合 | 得点 |
| ------------------------------ | ------------ | ------------ | ------ | ------ | ------ | ------ | ------------ | ------------ | ---- | ---- |
| FCヴォルガ・ウリヤノフスク     | D2           | 2008         | 21     | 0      | —      | —      | —            | —            | 21   | 0    |
| FKヴォルガリ＝ガスプロム-2     | D2           | 2009         | 17     | 0      | 1      | 0      | —            | —            | 18   | 0    |
| FCアラニア・ウラジカフカス     | D1           | 2010         | 16     | 0      | 2      | 0      | —            | —            | 18   | 0    |
| FCヴォルガ・ニジニ・ノヴゴロド | D1           | 2011-12      | 12     | 0      | 1      | 0      | —            | —            | 13   | 0    |
| FCヴォルガ・ニジニ・ノヴゴロド | D1           | 2012-13      | 19     | 0      | 1      | 0      | —            | —            | 20   | 0    |
| FCアンジ・マハチカラ           | D1           | 2013-14      | 23     | 0      | —      | —      | 7            | 0            | 30   | 0    |
| FCアンジ・マハチカラ           | D2           | 2014-15      | 32     | 0      | 2      | 0      | —            | —            | 34   | 0    |
| Career total                   | Career total | Career total | 140    | 0      | 7      | 0      | 7            | 0            | 154  | 0    |

## タイトル
ゼニト
- プレミアリーガ : 2018-19, 2019-20, 2020-21